# Walter Joachim
Walter Joachim (Vienna, 3 gennaio 1901 – New York, 1976) è stato un calciatore austriaco, di ruolo portiere.

## Carriera

### Nazionale
Il 4 novembre 1917 esordisce contro l'Ungheria (1-2). Con lo scioglimento dell'Impero austro-ungarico, Joachim viene nuovamente convocato dall'Austria il 6 aprile del 1919, giocando nuovamente contro l'Ungheria (2-1).